# Robert Muchamore

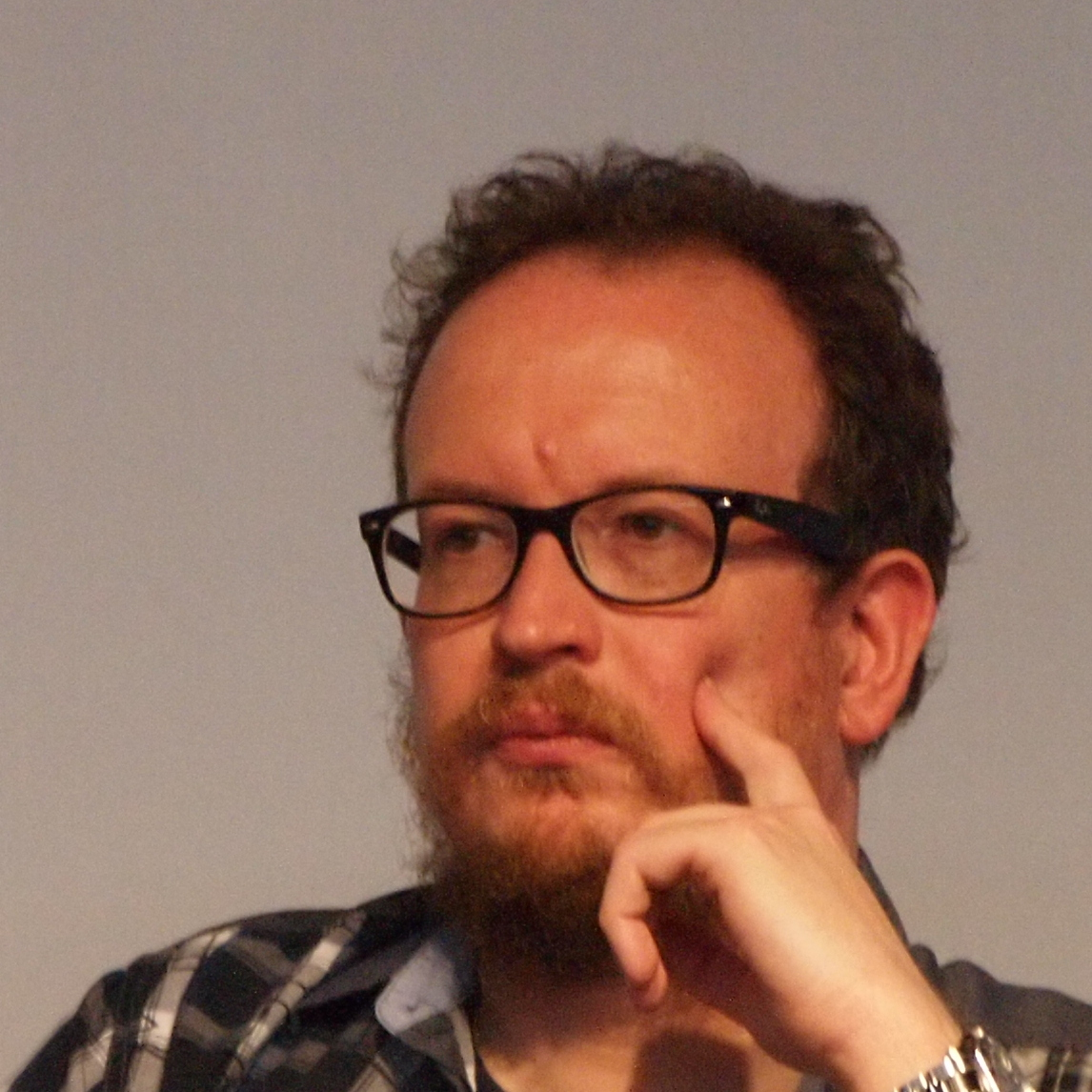
Robert Muchamore auf der Frankfurter Buchmesse 2014

Robert Kilgore Muchamore (* 26. Dezember 1972 in Tufnell Park, Islington, London) ist ein britischer Jugendbuchautor. In Deutschland wurde er v. a. durch seine Jugendbuchserie Top Secret (englischer Titel: CHERUB) bekannt. Diese fand 17 Fortsetzungen.

## Leben und Werk
Robert Muchamore wurde 1972 als jüngstes von vier Kindern im Stadtteil Tufnell Park im Stadtbezirk Islington im Norden Londons geboren und wuchs auch dort auf. Er stammt aus einfachen Verhältnissen. Von 1976 bis 1991 durchlief er diverse Schulen und arbeitete ab 1988 nebenbei in einem Fotokamerashop. Seine Wunschberufe waren Architekt, Fotograf oder Schriftsteller. Kurz nach seinem Schulabschluss 1991 und nach einigen Kurzzeitjobs begann er eine neue Arbeit als Erbenermittler in einem Londoner Detektivbüro. Diese dauerte bis 2005 an.
1998 besuchte er für zwei Monate seine Schwester in Australien. Als sich sein Neffe beschwerte, er fände nichts Interessantes zum Lesen, kam Muchamore die Idee für ein Buchprojekt und begann 2001 das erste CHERUB-Buch zu schreiben, das er 2002 fertigstellte und an verschiedene Verlage sendete. Nach mehreren Absagen wurde es 2003 schließlich von Hodder Children’s Books angekauft und im April 2004 unter dem Titel CHERUB: The Recruit in England veröffentlicht. Davon setzte der Verlag mehr als drei Millionen Exemplare ab und es erschienen danach Übersetzungen in 25 Sprachen. Es erzählt die Geschichte von Jugendlichen um James Adams und seiner Schwester Lauren Adams, die als Kinderspione für eine Organisation namens „CHERUB“ arbeiten, die zum britischen Geheimdienst MI5 gehört. Dieses Buch erschien 2006 auch in Deutschland. Herausgegeben wurde es vom cbt-Verlag mit dem Titel Top Secret 1 – Der Agent. Nachdem er noch einen zweiten und dritten Band veröffentlicht hatte, gab Muchamore 2005 seinen Beruf als Privatdetektiv auf, um sich ganz dem Schreiben widmen zu können.
Seine Bücher, in denen Gewaltdarstellungen kein Tabu sind, feierten immer größere Erfolge; noch im selben Jahr wurde The Recruit (Der Agent) mit dem Red House Children’s Book Award als bestes Jugendbuch des Jahres ausgezeichnet. 2008 wurde mit CHERUB: Dark Sun eine Kurzgeschichtensammlung zum Welttag des Buches veröffentlicht. Die erste Staffel des CHERUB-Zyklus wurde 2010 mit dem 12. Band CHERUB: Shadow Wave (deutsch Die Entscheidung) beendet. Eine neue Serie mit dem Namen Henderson’s Boys erzählt von den Anfängen von CHERUB im Zweiten Weltkrieg. Der erste Band, The Escape, erschien 2009 im Vereinigten Königreich. 2011 wurde eine Lesung Muchamores in der Londoner Highgate Junior School aufgrund einiger Beschwerden von Eltern abgesagt und seine Bücher aus der Schulbibliothek entfernt.
Robert Muchamore startete mit dem Buch CHERUB: People’s Republic im Jahr 2011 eine neue Staffel mit neuen Charakteren. Hauptperson ist diesmal der junge Ryan Sharma. Bis Mitte 2016 erschienen fünf Bände. Die deutschen Übersetzungen werden mit dem Titel Top Secret (Die neue Generation) vertrieben. Bis in das Jahr 2012 folgten weltweite Lesereisen, doch trotz seines zunehmenden finanziellen Erfolgs bekam er Zweifel, was er mit dem Rest seines Lebens anfangen sollte. Die daraus resultierende Depression mit Suizidgedanken brachte ihn dazu, sich für drei Monate in eine psychiatrische Klinik zu begeben.
Nach einem Jahr Arbeitspause und neuen Ideen erschien 2014 Rockwar, das von den Jugendlichen Jay, Summer und Dylan, die an einem Musikwettbewerb teilnehmen möchten, handelt. Auch für dieses Buch sind Fortsetzungen geplant. Die deutsche Übersetzung trägt den Titel Rock War – Unter Strom und erschien ebenfalls 2014. Muchamore schrieb außerdem zwei weitere Romane, diese haben jedoch keine Verbindung zu CHERUB beziehungsweise Top Secret oder Henderson’s Boys und wurden nie als Buch gedruckt. Vom ersten, Little Criminals, wurden nur die ersten beiden Kapitel im Internet veröffentlicht. Der zweite, Home, erzählt die Geschichte von Kindersoldaten in Afrika; dieses Buch wurde aber von allen Verlagen auf Grund der hohen Brutalität abgelehnt, ist jedoch als Online-Version verfügbar.
2016 kam der letzte Band der Cherub-Serie in einer weltweiten Gesamtauflage von fünfzehn Millionen Exemplaren heraus.
Im September 2018 veröffentlichte Muchamore seinen eigenständigen Roman Killer T. Die Film- und Fernsehfirma Sony plant eine zehnteilige TV-Serie Cherub, deren Produktion Ende 2018 begann und deren Fertigstellung 2020 erfolgen soll. Für das zweite Halbjahr 2019 ist sein neues Buch Arctic Zoo angezeigt.
Durch den regelmäßigen Austausch mit seinen Lesern und Fans kann Muchamore sich gut in sie hineinversetzen und ist vertraut mit deren Vorlieben. Der anhaltende und erfolgreiche Absatz seiner Bücher verschafft dem vermögenden Muchamore die Unabhängigkeit und Freiheit, zu schreiben was er mag.

## Bibliografie

### Top Secret

#### Staffel 1
- Top Secret 1 – Der Agent (2004)
- Top Secret 2 – Heiße Ware (2006)
- Top Secret 3 – Der Ausbruch (2007)
- Top Secret 4 – Der Auftrag (2008)
- Top Secret 5 – Die Sekte (2009)
- Top Secret 6 – Die Mission (2010)
- Top Secret 7 – Der Verdacht (2010)
- Top Secret 8 – Der Deal (2011)
- Top Secret 9 – Der Anschlag (2011)
- Top Secret 10 – Das Manöver (2012)
- Top Secret 11 – Die Rache (2012)
- Top Secret 12 – Die Entscheidung (2012)

#### Staffel 2
- Top Secret – Die neue Generation 1: Der Clan (2013)
- Top Secret – Die neue Generation 2: Die Intrige (2013)
- Top Secret – Die neue Generation 3: Die Rivalen (2014)
- Top Secret – Die neue Generation 4: Das Kartell (2015)
- Top Secret – Die neue Generation 5: Die Entführung (2016)

### Henderson’s Boys
- Henderson’s Boys: The Escape (2009)
- Henderson’s Boys: Eagle Day (2009)
- Henderson’s Boys: Secret Army (2010)
- Henderson’s Boys: Grey Wolves (2011)
- Henderson’s Boys: The Prisoner (2012)
- Henderson’s Boys: One Shot Kill (2012)
- Henderson’s Boys: Scorched Earth (2014)

(alle auf Englisch)

### Rock War
- Rock War – Unter Strom (2014)
- Rock War – Das Camp (2015)
- Rock War – Heiße Phase (2016)[7]
- Rock War – Der Wettbewerb (2017)[8]

### Weitere Bücher
- Home (nur als Onlineversion verfügbar)
- Little Criminals (zwei Kapitel im Internet verfügbar)

(beide auf Englisch)

## Preise und Auszeichnungen
Das erste Buch von Robert Muchamore, CHERUB: The Recruit (deutsch: Top Secret – Der Agent) erhielt 2005 den Red House Children’s Book of the Year Award (Jugendbuch des Jahres). Außerdem wurde die Serie mit rund 10 weiteren Auszeichnungen geehrt.